# Afrika-Meisterschaften im Straßenradsport 2023
Die 19. Afrika-Meisterschaften im Straßenradsport 2023 (englisch 19th African Road Cycling and Paracycling Championships 2023) wurden vom 8. bis 13. Februar in der ghanaischen Hauptstadt Accra ausgetragen. Im Anschluss an fanden vom 14. bis 17. Februar die Afrika-Meisterschaften im Paracycling statt. Die Meisterschaften dienten auch zur Vorbereitung der Afrikaspiele 2023, die (mit Verzögerung) ein Jahr darauf ebenfalls in Accra stattfanden und deren Radsport-Wettbewerbe denselben Parcours verwendeten.

## Beteiligung
Es beteiligten sich 23 afrikanische Nationen, und zwar Ägypten, Algerien, Angola, Äthiopien, Benin, Botswana, Burkina Faso, Burundi, Elfenbeinküste, Eritrea, Ghana, Guinea, Kap Verde, Kenia, Lesotho, Marokko, Mauritius, Namibia, Nigeria, Ruanda, São Tomé und Príncipe, Simbabwe und Uganda.
Südafrika sah sich außerstande, an den Afrika-Meisterschaften teilzunehmen, da diese kurzfristig um einen Monat nach vorne verschoben worden waren und der neue Termin mit den eigenen, nationalen Meisterschaften kollidierte.

## Ablauf
Es wurden Wettkämpfe in den Kategorien Elite, Junioren, Jugend und U23 ausgetragen.
- 8. Februar: Mannschaftszeitfahren Juniorinnen, Junioren, Frauen, Männer
- 9. Februar: Einzelzeitfahren Juniorinnen, Junioren, Frauen, Männer
- 10. Februar: Mixed-Staffel, Mannschaftszeitfahren Jugend (m/w)
- 11. Februar: Straßenrennen Juniorinnen und Junioren
- 12. Februar: Straßenrennen Frauen und Jugend (m/w)
- 13. Februar: Straßenrennen Männer[4]

Die Rennen für Frauen und Männer umfassten die Alterskategorien U23 und Elite. Bei diesen Rennen gab es jeweils ein Gesamtklassement mit beiden Alterskategorien und zusätzlich eine gesonderte Wertung der U23. Für beide Klassements wurde eine Siegerehrung durchgeführt mit Vergabe von Trikots und Medaillen. Wie schon in den beiden Vorjahren war das Siegertrikot bei den männlichen Kategorien weiß und bei den weiblichen Kategorien rosa gefärbt.
Alle Wettbewerbe fanden auf demselben Parcours statt, einem etwa 6 km langen Straßenabschnitt im Norden Accras, der in beide Richtungen befahren wurde, so dass die Streckenlängen je ein Vielfaches von 12 km waren.

## Ergebnisse

### Männer
Straßenrennen: 61 der 80 gestarteten Fahrer kamen nach 132 km ins Ziel.
| Rang | Teilnehmer       | Zeit      |
| ---- | ---------------- | --------- |
| 1    | Henok Mulubrhan  | 3:04:27 h |
| 2    | Yacine Hamza     | gl. Zeit  |
| 3    | Achraf Ed Doghmy | gl. Zeit  |

Einzelzeitfahren: Die Streckenlänge betrug 36 km.
| Rang | Teilnehmer      | Zeit      |
| ---- | --------------- | --------- |
| 1    | Charles Kagimu  | 46:25 min |
| 2    | Moïse Mugisha   | 47:05 min |
| 3    | Henok Mulubrhan | 47:28 min |

Mannschaftszeitfahren: 36 Kilometer
| Rang | Mannschaft                                                                           | Zeit      |
| ---- | ------------------------------------------------------------------------------------ | --------- |
| 1    | Algerien (Hamza Mansouri, Nassim Saidi, Azzedine Lagab, Hamza Amari)                 | 44:55 min |
| 2    | Eritrea (Milkias Kudus, Aklilu Arefayne, Nahom Araya, Henok Mulubrhan)               | 45:15 min |
| 3    | Ruanda (Byiza Renus Uhiriwe, Moïse Mugisha, Etienne Tuyizere, Jean Bosco Nsengimana) | 46:12 min |

### Frauen
Straßenrennen: Die Streckenlänge betrug 72 km. Es nahmen 45 Fahrerinnen teil, wovon 34 in die Wertung kamen.
| Rang | Teilnehmerin             | Zeit      |
| ---- | ------------------------ | --------- |
| 1    | Ese Ukpeseraye           | 2:00:36 h |
| 2    | Awa Bamogo               | gl. Zeit  |
| 3    | Lucie de Marigny-Lagesse | gl. Zeit  |

Einzelzeitfahren: Die Streckenlänge betrug 24 km. Es nahmen 14 Fahrerinnen teil.
| Rang | Teilnehmerin                 | Zeit      |
| ---- | ---------------------------- | --------- |
| 1    | Aurélie Halbwachs            | 35:09 min |
| 2    | Valentine Nzayisenga         | 35:45 min |
| 3    | Kimberley Le Court de Billot | 35:48 min |

Mannschaftszeitfahren: Die Länge betrug 36 Kilometer. Außer den Medaillengewinnern waren noch Burkina Faso, Marokko, Ghana und Simbabwe am Start. Ruanda und Simbabwe traten mit der Minimalzahl von drei Fahrerinnen an.
| Rang | Mannschaft                                                                                               | Zeit      |
| ---- | --- | --------- |
| 1    | Mauritius (Lucie de Marigny-Lagesse, Kimberley Le Court de Billot, Raphaëlle Lamusse, Aurélie Halbwachs) | 52:16 min |
| 2    | Namibia (Vera Looser, Melissa Hinz, Anri Krugel, Courtney Liebenberg)                                    | 53:37 min |
| 3    | Ruanda (Xaveline Nirere, Valentine Nzayisenga, Diane Ingabire)                                           | 54:01 min |

### Mixed
Team-Staffel: Es traten sechs Mannschaften an. Frauen und Männer mussten je 24 Kilometer zurücklegen.
| Rang | Mannschaft | Zeit      |
| ---- | --- | --------- |
| 1    | Mauritius (Christopher Rougier-Lagane, Alexandre Mayer, Gregory Mayer, Aurélie Halbwachs, Raphaëlle Lamusse, Kimberley Le Court de Billot) | 1:03:45 h |
| 2    | Ruanda (Eric Muhoza, Étienne Tuyizere, Samuel Niyonkuru, Diane Ingabire, Valentine Nzayisenga, Xaveline Nirere)                            | 1:05:19 h |
| 3    | Burkina Faso (Bachirou Nikiema, Issouf Ilboudo, Vincent Mouni, Awa Bamogo, Lamoussa Lamoussa, Pascaline Dambinga)                          | 1:09:17 h |

### Männer U23
Straßenrennen: Die U23-Fahrer gingen gemeinsam mit der Elite ins Rennen. Uhiriwe, Arefayne und Hamza kamen im Sprint der ersten Gruppe als 8., 10. und 15. ins Ziel und bildeten damit das U23-Podium.
| Rang | Teilnehmer          | Zeit      |
| ---- | ------------------- | --------- |
| 1    | Byiza Renus Uhiriwe | 3:04:27 h |
| 2    | Aklilu Arefayne     | gl. Zeit  |
| 3    | Amari Hamza         | gl. Zeit  |

Einzelzeitfahren: Die U23-Fahrer trugen ihr Einzelzeitfahren gemeinsam mit der Elite aus.
| Rang | Teilnehmer      | Zeit      |
| ---- | --------------- | --------- |
| 1    | Kiya Rogora     | 47:30 min |
| 2    | Aklilu Arefayne | 48:11 min |
| 3    | Hamza Amari     | 49:11 min |

### Frauen U23
Straßenrennen: Die Streckenlänge betrug 72 km. Das Podium bildeten die besten U23-Fahrerinnen des Elite-Rennens. Diane Ingabire verpasste im Sprint der ersten Gruppe mit Platz 4 nur knapp das Elite-Podium. Xaveline Nirere war kurz dahinter Sechste, Nesrine Houili kam mit dem Hauptfeld als 13. ins Ziel.
| Rang | Teilnehmerin    | Zeit       |
| ---- | --------------- | ---------- |
| 1    | Diane Ingabire  | 2:00:36 h  |
| 2    | Xaveline Nirere | + 0:06 min |
| 3    | Nesrine Houili  | + 5:39 min |

Einzelzeitfahren: Die U23-Fahrerinnen trugen ihr Einzelzeitfahren gemeinsam mit der Elite aus.
| Rang | Teilnehmerin   | Zeit      |
| ---- | -------------- | --------- |
| 1    | Nesrine Houili | 36:32 min |
| 2    | Diane Ingabire | 36:42 min |
| 3    | Raja Chakir    | 38:50 min |

### Junioren
Straßenrennen: Die Streckenlänge betrug 82 km. 25 Fahrer starteten, von denen 21 das Ziel erreichten.
| Rang | Teilnehmer       | Zeit        |
| ---- | ---------------- | ----------- |
| 1    | Riad Bakhti      | 2:36:25 min |
| 2    | Anes Riahi       | gl. Zeit    |
| 3    | Achraf El Kurymy | + 0:01 min  |

Einzelzeitfahren: Die Streckenlänge betrug 24 km. 15 Fahrer starteten, einer von ihnen wurde disqualifiziert.
| Rang | Teilnehmer          | Zeit      |
| ---- | ------------------- | --------- |
| 1    | Djaoued Nhari       | 33:17 min |
| 2    | Lawrence Lorot      | 33:24 min |
| 3    | Nasrallah Essemiani | 33:30 min |

Mannschaftszeitfahren: Es gingen fünf Teams aus Algerien, Ghana, Marokko, Mauritius und Ruanda an den Start der 36 km langen Strecke.
| Rang | Mannschaft                                                                           | Zeit      |
| ---- | ------------------------------------------------------------------------------------ | --------- |
| 1    | Algerien (Bachir Chennafi, Djaoued Nhari, Riad Bakhti, Nasrallah Essemiani)          | 47:55 min |
| 2    | Marokko (Saad Ait Akbour, Achraf El Kurymy, Youssef Elgharysy, El Mahdi El Aarbaoui) | 49:54 min |
| 3    | Mauritius (Samuel Quevauvilliers, Gael Andre, Noah Ong Tone, Jeremy Raboude)         | 50:25 min |

### Juniorinnen
Straßenrennen
Streckenlänge: 48 Kilometer, Ergebnisse laut Daten der CAC. In der Datenbank der UCI fehlen die äthiopischen Fahrerinnen. Ein Foto vom Siegerpodium zeigt jedoch eindeutig, dass eine Äthiopierin den dritten Platz belegte.
| Rang | Teilnehmerin  | Zeit        |
| ---- | ------------- | ----------- |
| 1    | Mechab Malek  | 1:38:58 min |
| 2    | Hosna Bellile | + 5:53 min  |
| 3    | Keno Disasa   | gl. Zeit    |

Einzelzeitfahren
Streckenlänge: 12 Kilometer. Wie schon im Straßenrennen fehlen in der Datenbank der UCI die äthiopischen Fahrerinnen, von denen Keno Disasa den dritten Platz belegte, wie ein Foto des Siegerpodests beweist.
| Rang | Teilnehmerin | Zeit       |
| ---- | ------------ | ---------- |
| 1    | Siham Bousba | 18:56 min  |
| 2    | Mechab Malek | + 0:35 min |
| 3    | Keno Disasa  | + 1:49 min |

Mannschaftszeitfahren: Streckenlänge 24 km. Gemeldet waren die Mannschaften Algeriens und Äthiopiens. Über dieses Rennen ist nur wenig Information verfügbar, es scheint allerdings nur Algerien gestartet zu sein, zumal für Äthiopien nur zwei Fahrerinnen zu Buche standen. In den UCI-Ergebnislisten wird nur Algerien geführt.
| Rang | Mannschaft                                                         | Zeit      |
| ---- | ------------------------------------------------------------------ | --------- |
| 1    | Algerien (Mechab Malik, Soulef Silmi, Siham Bousba, Hosna Bellile) | 42:09 min |

### Jugend
Straßenrennen der Jungen: Das Rennen mit 13 Startern ging über 36 Kilometer.
| Rang | Teilnehmer                 | Zeit       |
| ---- | -------------------------- | ---------- |
| 1    | Samuel Bernard Dupuy       | 58:25 min  |
| 2    | Juliano Nogne Ndriamanampy | gl. Zeit   |
| 3    | Mohamed Gawir              | + 0:22 min |

Mannschaftszeitfahren der Jungen: Es traten drei Mannschaften auf dem 24 Kilometer langen Parcours an. Die ghanaische Mannschaft gewann die ersten Medaillen für die Gastgeber.
| Rang | Mannschaft                                                                                           | Zeit      |
| ---- | --- | --------- |
| 1    | Mauritius (Tristan Bernard Hardy, Samuel Bernard Dupuy, Juliano Nogne Ndriamanampy, Henri Rouillard) | 34:12 min |
| 2    | Algerien (Rouabah Samah, Abdeljalil Bouttaba, Hichem Tamazourt, Mohamed Gawir)                       | 36:00 min |
| 3    | Ghana (Abdul Sadat Abdul Nasar, Farrakhan Mohammed, Piuos Mensah, Alfred Acquaye)                    | 41:52 min |

Straßenrennen der Mädchen: Das Rennen mit 13 Starterinnen ging über 24 Kilometer.
| Rang | Teilnehmer            | Zeit       |
| ---- | --------------------- | ---------- |
| 1    | Peace Eunice Olawale  | 48:32 min  |
| 2    | Osaretin Grace Godwin | gl. Zeit   |
| 3    | Nourhene Bechelaghem  | + 1:03 min |

Mannschaftszeitfahren der Mädchen: Es traten drei Mannschaften auf dem 12 Kilometer langen Parcours an.
| Rang | Mannschaft                                                                                              | Zeit      |
| ---- | --- | --------- |
| 1    | Nigeria (Hikimat Opeyemi Sulaimon, Osaretin Grace Godwin, Peace Eunice Olawale, Victoria Ayomide Lawal) | 20:21 min |
| 2    | Algerien (Tasnim Bahre, Yousra Zerrouke, Nourhene Bechelaghem, Nalankafel Atnane Elakeb)                | 20:39 min |
| 3    | Ghana (Rebecca Dakleti, Prinsilar Tsatsutse, Jessica Nartey, Deborah Adu)                               | 27:52 min |

## Medaillenspiegel
Ein offizieller Medaillenspiegel wurde nicht bekanntgegeben. Die untenstehende Tabelle beinhaltet alle oben genannten Wettbewerbe inklusive die der Jugend.
| Platz  | Land         | Gold | Silber | Bronze | Gesamt |
| ------ | ------------ | ---- | ------ | ------ | ------ |
| 1      | Algerien     | 8    | 6      | 6      | 20     |
| 2      | Mauritius    | 5    | 1      | 3      | 9      |
| 3      | Nigeria      | 3    | 1      | 0      | 4      |
| 4      | Ruanda       | 2    | 5      | 2      | 9      |
| 5      | Eritrea      | 1    | 3      | 1      | 5      |
| 6      | Uganda       | 1    | 1      | 0      | 2      |
| 7      | Äthiopien    | 1    | 0      | 2      | 3      |
| 8      | Marokko      | 0    | 1      | 3      | 4      |
| 9      | Burkina Faso | 0    | 1      | 1      | 2      |
| 10     | Namibia      | 0    | 1      | 0      | 1      |
| 11     | Ghana        | 0    | 0      | 2      | 2      |
| Gesamt | Gesamt       | 21   | 20     | 20     | 61     |